# Betriebsübergang (Deutschland)
Betriebsübergang ist ein Rechtsbegriff, der den Wechsel des Inhabers eines Betriebs oder Betriebsteils durch eine im weitesten Sinne rechtsgeschäftliche Vereinbarung kennzeichnet. Die europarechtliche „Betriebsübergangs“-Richtlinie 77/187/EWG vom 14. Februar 1977 und die sie novellierende, bis heute geltende Richtlinie 2001/23/EG vom 23. März 2001 haben zu einer weitgehenden Vereinheitlichung dieses Begriffs im gesamten Rechtsraum der EU beigetragen und zur Annäherung der in den einzelnen nationalen Rechtsvorschriften geregelten Rechte und Pflichten von Arbeitgebern und Arbeitnehmern bei einem Betriebsübergang geführt.
In Deutschland war mit § 613a BGB eine arbeitsrechtliche Regelung zum Betriebsübergang bereits im Jahr 1972 kodifiziert worden. Hintergrund war die bis dahin bestehende gesetzliche Schutzlücke. So konnte ein Betriebsinhaber früher seinen Betrieb an ein eigens dazu gegründetes Tochterunternehmen veräußern oder verpachten und sich so ganz oder teilweise von seiner Belegschaft trennen, um unter Umgehung des Kündigungsschutzgesetzes Arbeitsplätze abzubauen. Zur Umsetzung der EG-Richtlinie 77/187/EWG fügte der Gesetzgeber im Jahre 1980 neu den Abs. 4 („Kündigungsverbot“) und im Kontext mit der EU-Richtlinie 2001/23 den Abs. 5 (Informationspflicht) sowie Abs. 6 (Widerspruchsrecht) in § 613 a BGB ein.
Das Betriebsübergangsrecht ist danach geprägt durch eine Teilharmonisierung der Rechtsmaterie: Die unionsrechtlich gewährleistete Übergangs- und Kontinuitätsgarantie erfordert die richtlinienkonforme Auslegung des § 613 a BGB und steht grundsätzlich der Verschlechterung der zum Zeitpunkt des Betriebsübergangs gemäß dem einzelstaatlichen Recht erworbenen Rechtspositionen, deren Erfassung und Anwendung weiterhin 'richtlinien-nonkonform' geschehen darf, entgegen.
Das deutsche Gesetzesrecht weist als weitere Besonderheit das in § 613 a Abs. 6 BGB festgeschriebene Widerspruchsrecht auf. Was der Unionsgerichtshof im Urteil Katsikas vom 16. Dezember 1992, C-132/91, Rn. 34 ff., mit dem Hinweis gebilligt hat: „Die Mitgliedstaaten können insbesondere vorsehen, dass der Arbeitsvertrag oder das Arbeitsverhältnis in diesem Fall als entweder vom Arbeitnehmer oder vom Arbeitgeber gekündigt gilt. Sie können auch vorsehen, dass der Arbeitsvertrag oder das Arbeitsverhältnis mit dem Veräußerer bestehen bleibt.“ Das Widerspruchsrecht wird abgeleitet aus dem Grundrecht des Arbeitnehmers auf freie Wahl des Arbeitsplatzes. Zudem ist es eine Reaktion auf die Gefahr, dass „gelegentlich Betriebe erworben werden, um sie alsbald stillzulegen, …“

## Sinn und Zweck
Unionales und deutsches Arbeitsrecht stimmen darin überein, dass es bei den Betriebsübergangsvorschriften um das Folgenmanagement von Betriebs(teil)veräußerungen geht, hingegen grundsätzlich nicht in die unternehmerische Freiheit eingegriffen wird, einen Betrieb(steil) aufzugeben oder zu veräußern. Das gilt auch bei konzerninterner Verlagerung von Geschäftstätigkeiten.
Ziel der RL 2001/23 und des § 613 a BGB ist es, den Betriebsinhaberwechsel für die betroffenen Arbeitnehmer zu neutralisieren. Der Betriebsübergang selbst ist kein Ersatz für etwaige Kündigungen aus wirtschaftlichen, technischen oder organisatorischen Gründen. Daher wird dem Erwerber grundsätzlich untersagt, nur ausgewählte Arbeitnehmer zu übernehmen (Rosinenpickerei / cherry picking / picorage), und ihm aufgegeben, alle Arbeitsverhältnisse fortzusetzen und anlässlich der Betriebsübernahme nicht die Arbeitsverträge zum Nachteil der Arbeitnehmer zu verändern. Die Arbeitnehmer werden hingegen nicht vor jene ('sozial kalt' erscheinenden) Risiken geschützt, die sich jederzeit unabhängig vom Betriebsübergang im Arbeitsleben aktualisieren können.
Im Urteil Ellinika Nafpigeia, C-664/17 vom 13. Juni 2019 C-664/17, Rn. 49–52, überantwortet der EuGH den nationalen Fachgerichten die fallbezogene Kontrolle von Übergangsvorgängen auf deren etwaige Missbräuchlichkeit, die z. B. im Fall der Betriebs(teil)veräußerung an marode Erwerber oder sog. Unternehmens- bzw. Firmenbestatter, von abfindungsbegrenzender Sozialplangestaltung iSv. § 112 Abs. 5 Nr. 2 Satz 2 BetrVG, aber auch bei „rechtzeitiger“ Versetzung ausgewählter Arbeitnehmer in einen nicht übergehenden Betriebsteil oder anderen Betrieb oder bei Versetzung von bestimmten Arbeitnehmern in den zur Veräußerung vorgesehenen Betrieb denkbar sein könnte
Die in Art. 3 RL 2001/23 und in § 613 a Abs. 1 BGB normierte Kontinuitätsgarantie bedeutet, dass die Arbeitsverhältnisse – ohne Verschlechterung oder Verbesserung der zum Übergangszeitpunkt bestehenden arbeitsvertraglichen Rechts- und Pflichtenstruktur – gemäß der jeweiligen nationalen Rechtslage auf den Erwerber automatisch übergehen. Rechtsfolge ist die Befreiung des Veräußerers von seinen arbeitsvertraglichen Verpflichtungen. Soweit unternehmerisch freies Handeln im Kontext mit einem Inhaberwechsel aufgrund der gesetzlichen „Kontinuitätsgarantie“ erschwert wird, gesteht EuGH dem Erwerber gewisse Anpassungsmöglichkeiten zu.

## Anwendungsbereich
Anwendbar ist § 613a BGB auf alle im Zeitpunkt des Betriebsübergangs rechtlich bestehenden Arbeitsverhältnisse, also alle Arbeitnehmer (auch die leitenden Angestellten). Nicht in den gesetzlichen Schutzbereich fallen freie Mitarbeiter, Handelsvertreter und Organmitglieder (Geschäftsführer und Vorstände), wenn diese ihre Tätigkeit aufgrund eines Dienstvertrages und nicht eines Arbeitsvertrages erbringen. Gleiches gilt für Beamte, die ihnen übertragene hoheitliche Tätigkeiten ausüben. Andererseits kann die Richtlinie auf die von einem „beamteten“ spanischen Notar als Arbeitgeber im Notariat beschäftigten Arbeitnehmer Anwendung finden.
Bei erlaubter Leiharbeit bleibt der im Entleiherbetrieb eingetretene Betriebsübergang für das Arbeitsverhältnis zwischen Verleiher und Leiharbeitnehmer folgenlos (§ 14 Abs. 1 AÜG).

## Voraussetzungen eines Betriebsübergangs

### Inhaberwechsel
Ein Betriebsübergang liegt nur vor, wenn eine Änderung in der Person desjenigen erfolgt, der arbeitsrechtlich die Organisations- und Leitungsmacht über den Betrieb ausübt, unabhängig davon, ob es sich dabei um eine natürliche oder eine juristische Person handelt. Anwendbar ist die Gesetzesregelung auch bei Übernahmen von Einrichtungen innerhalb der öffentlichen Verwaltung, bei der Privatisierung öffentlicher Einrichtungen oder bei der Rückübertragung privatisierter Einrichtungen auf einen öffentlichen Träger. Nicht ausreichend ist eine bloße Veränderung in der Rechtsform eines Betriebsinhabers oder ein Wechsel von Gesellschaftern einer GmbH.
Auch in Fällen der Verschmelzung, Spaltung oder Vermögensübertragung von Unternehmen findet in der Regel § 613a BGB Anwendung (nach § 324 UmwG).

### Betrieb
In der Rechtsprechung lange umstritten war die Definition des zweiten Tatbestandsmerkmals des Betriebs- beziehungsweise Betriebsteilübergangs. Auf Grundlage der Definition der Richtlinie 2001/23 EG gilt als Übergang i. S. d. Richtlinie der Übergang einer ihre Identität bewahrenden wirtschaftlichen Einheit i.S. einer organisierten Zusammenfassung von Ressourcen zur Verfolgung einer wirtschaftlichen Haupt- oder Nebentätigkeit. Auf Grundlage dieser Definition hat der Europäische Gerichtshof (EuGH) in seiner Rechtsprechung entscheidend darauf abgestellt, ob eine wirtschaftliche Einheit vorhanden ist, die trotz des Inhaberwechsels ihre Identität bewahrt hat. Für die Prüfung dieses Merkmals wurden vom Europäischen Gerichtshof sämtliche den betreffenden Vorgang kennzeichnenden Tatsachen im Rahmen einer umfassenden Gesamtwürdigung berücksichtigt. Er hat dabei seine frühere Rechtsprechung nach der Christel-Schmidt-Entscheidung aufgegeben und stellt nun im Rahmen des sog. Sieben-Punkte-Test im Wege einer Gesamtbetrachtung auf
- die Art des betreffenden Unternehmens oder des Betriebs,
- den Übergang oder Nichtübergang der materiellen Vermögenswerte (Gebäude, bewegliche Güter),
- den Wert der immateriellen Vermögenswerte zum Zeitpunkt des Übergangs,
- die Übernahme oder Nichtübernahme der Hauptbelegschaft,
- den Übergang oder Nichtübergang der Kundschaft, sowie auf
- den Grad der Ähnlichkeit zwischen der vor und der nach dem Übergang verrichteten Tätigkeit und
- die Dauer einer eventuellen Unterbrechung dieser Tätigkeit ab.

Das Bundesarbeitsgericht (BAG) stellte in seiner früheren Rechtsprechung im Wesentlichen darauf ab, ob der Erwerber die wesentlichen materiellen Betriebsmittel übernahm. Die Arbeitnehmer sah es selbst dabei nicht als Betriebsmittel an. Erstmals mit seiner Entscheidung vom 22. Mai 1997 schloss das BAG sich der Rechtsprechung des EuGH an. An die Stelle des früheren Betriebsbegriffs ist damit auch in der deutschen Rechtsprechung das Merkmal der auf Dauer angelegten wirtschaftlichen Einheit getreten und als entscheidendes Kriterium für die Rechtsfolgen des § 613a BGB die Wahrung der Identität dieser Einheit nach dem Inhaberwechsel.
In welchen Fällen danach ein Betriebsübergang anzunehmen ist, hat das BAG bis in die jüngste Zeit in zahlreichen unterschiedlichste Branchen und Betriebe betreffenden Einzelentscheidungen im Rahmen einer jeweils im Einzelfall vorzunehmenden wertenden Gesamtbetrachtung aller Umstände des jeweiligen Betriebes herausgearbeitet. Dabei geht die Rechtsprechung des BAG davon aus, dass ein Betriebsübergang nicht vorliegt, wenn beim Erwerber lediglich eine bestimmte Tätigkeit fortgeführt wird, ohne dass eine auf Dauer angelegte wirtschaftliche Einheit mit einer bestimmten Organisationsstruktur übernommen wird. In diesen Fällen liegt dann eine bloße Funktionsnachfolge vor, die keinen Betriebs- beziehungsweise Betriebsteilübergang darstellt.

### Rechtsgeschäft
Weitere Voraussetzung für die Anwendbarkeit des § 613a BGB ist, dass der Übergang durch einen rechtsgeschäftlichen Akt (also einen zivilrechtlichen Vertrag) zustande kommt. Wenn der Übergang auf einem Gesetz oder einem Verwaltungsakt beruht (wie in Fällen der öffentlich-rechtlichen Funktionsnachfolge und der gesetzlichen Erbfolge), soll § 613a BGB nicht anwendbar sein. Nicht erforderlich ist allerdings, dass der Betriebsübergang nur durch ein einziges Rechtsgeschäft ausgelöst wird, der Inhaberwechsel kann sich vielmehr auch aus einem Bündel von Rechtsgeschäften, auch von mehreren Rechtsgeschäften mit mehreren Dritten ergeben (wenn etwa Namens- und Markenrechte in einem Vertrag zwischen Veräußerer und Erwerber übergehen, Betriebsanlagen über zwischengeschaltete Maschinenhändler erworben werden und das Betriebsgrundstück durch einen Pachtvertrag mit dem Grundstückseigentümer). Es bedarf nicht einmal eines Vertrages zwischen dem alten und dem neuen Betriebsinhaber; der Erwerb des Betriebes durch irgendein Rechtsgeschäft genügt (beispielsweise: Pacht einer früher von einem anderen Pächter betriebenen Gaststätte ausschließlich durch Vertrag mit dem Eigentümer).

## Rechtsfolgen des Betriebsübergangs

### Übergang des Arbeitsverhältnisses (§ 613a Abs. 1 S. 1 BGB)
Das gesetzliche Betriebsübergangsrecht hat zum Hauptziel, den Arbeitnehmer vor ungerechtfertigten Entlassungen im Fall von Unternehmensübergängen zu schützen. Ebenso verträgt sich nicht mit diesem Ziel die vom Erwerber verweigerte „Einstellung“ früherer Betriebsangehöriger oder die von ihm gestellte Bedingung, einen neuen (verschlechternden) Arbeitsvertrag z. B. ohne Anerkennung der bisherigen Betriebszugehörigkeit zu akzeptieren.
Weil die Arbeitsverhältnisse in ihrem zum Zeitpunkt des Betriebsübergangs bestehenden Zustands auf den Erwerber übergehen, gehen nach der mit BAG-Urteil vom 22. Februar 1978, 5 AZR 800/76, zu 2, begründeten Rechtsprechung zuvor vom Veräußerer wirksam gekündigte Arbeitsverhältnisse grundsätzlich nur im gekündigten Zustand über. Allerdings kann der Richtlinienschutz gebieten, die vom Veräußerer mit Betriebsaufgabe begründete Kündigung gegenüber dem (den Betrieb weiterführenden) Erwerber als gegenstandslos behandeln, so dass 'richtlinienkonform' das dann irregulär gekündigte Arbeitsverhältnis als ungekündigt vom Erwerber fortzusetzen ist.
Hingegen verbietet § 613 a BGB nicht die freie Entscheidung des Arbeitnehmers, von sich aus das Arbeitsverhältnis zu beenden. Dabei erfasst § 613a Abs. 4 S. 1 BGB wie Art. 3 und 4 RL 2001/23 sämtliche Formen der Beendigung, die ordentliche wie die außerordentliche Beendigungskündigung, die Änderungskündigung, ebenso – sofern eine Beseitigung der ansonsten bestehenden Kontinuität des Arbeitsverhältnisses als Umgehung von § 613a BGB zu werten ist, den Aufhebungsvertrag und die Befristungsabrede. Allerdings wird in der Praxis im Falle der einverständlichen Aufhebung oder Befristung des Arbeitsvertrages der Arbeitnehmer die Berufung des Arbeitgebers auf das vereinbarte Vertragsende meist hinnehmen müssen.
Nach einem Betriebsübergang können die arbeitsvertraglichen Bestandteile jederzeit – auch zum Nachteil der Arbeitnehmer – einzelvertraglich im gegenseitigen Einvernehmen geändert werden. Die einjährige Veränderungssperre aus § 613a Abs. 1 Satz 2 BGB steht dem nicht entgegen, denn sie bezieht sich nur auf solche Arbeitsbedingungen, die zuvor kollektivrechtlich in einem unmittelbar geltenden Tarifvertrag oder einer Betriebsvereinbarung geregelt waren und die nicht durch kollektivrechtliche Regelungen beim Erwerber verdrängt werden.
Die Arbeitnehmer eines Betriebes, der infolge einer Insolvenz auf einen neuen Eigentümer übertragen wird, können nach höchstrichterlicher Entscheidung nicht zum Lohnverzicht als Bedingung für die Übernahme angehalten werden. Eine solche Regelung wäre eine unzulässige Umgehung zwingenden Gesetzesrechts.

### Fortgeltung von Tarifvertrag und Betriebsvereinbarung (§ 613a Abs. 1 S. 2 – 4 BGB)

#### Fortgeltung von Tarifverträgen
Individualrechtlicher Bezug auf einen Tarifvertrag
Zu den Rechten und Pflichten, in die der Erwerber eintritt, zählen ebenfalls die Ansprüche aus einem Tarifvertrag, der aufgrund einer arbeitsvertraglichen Inbezugnahme anzuwenden ist, und zwar in demselben Umfang wie vor dem Betriebsübergang. Eine statische Verweisung (z. B. „auf das Arbeitsverhältnis finden die Bestimmungen des Tarifvertrag XY in der zum Vertragsschluss geltenden Fassung Anwendung“) gilt statisch weiter, für eine kleine dynamische Verweisung (z. B. „auf das Arbeitsverhältnis finden die Bestimmungen Tarifvertrags XY in seiner jeweils geltenden Fassung Anwendung“) gilt entsprechendes.
Enthält der Arbeitsvertrag eine große dynamische Verweisung (z. B. „auf das Arbeitsverhältnis finden die Bestimmungen der jeweils im Betrieb angewandten Tarifverträge in ihrer jeweils geltenden Fassung Anwendung“) und gilt bei dem Erwerber ein anderer Tarifvertrag als beim Veräußerer, gelten ab dem Zeitpunkt des Betriebsübergangs die Tarifverträge des Erwerbers, selbst wenn sie für den Arbeitnehmer ungünstiger sind.
Kollektivrechtlicher Bezug auf einen Tarifvertrag
Arbeitsbedingungen, die bis zum Betriebsübergang kraft beiderseitiger Tarifgebundenheit zwingend und unmittelbar gegolten haben, gelten weiter, wenn auch der Erwerber an dieselben Tarifverträge gebunden ist. Gleiches gilt, wenn und soweit der Betrieb in den Geltungsbereich eines allgemeinverbindlichen Tarifvertrags fällt.
Transformation des Tarifvertrags in den Arbeitsvertrag
Ist der Betriebserwerber nicht tarifgebunden, werden die Inhalte des zuvor wegen der beiderseitigen Tarifgebundenheit zwingend geltenden Tarifvertrags nach § 613a Abs. 1 Satz 2 BGB in den Arbeitsvertrag transformiert. Die Inhalte des Tarifvertrags werden Bestandteil des Arbeitsvertrags.
In diesen Fällen wirkt die Veränderungssperre von einem Jahr. Die in den Arbeitsvertrag transformierten kollektivrechtlichen Ansprüche dürfen vor Ablauf eines Jahres nicht zum Nachteil des Arbeitnehmers verändert werden.
Überwechseln von einem Tarifbereich in einen anderen
Ist der Erwerber an einen anderen Tarifvertrag gebunden, der mit einer Gewerkschaft geschlossen wurde, der auch der Arbeitnehmer angehört, so gilt dieser Tarifvertrag, auch wenn sich dadurch Arbeitsbedingungen zuungunsten des Arbeitnehmers verschlechtern sollten. Die Veränderungssperre greift nicht.
Das Gleiche geschieht, wenn mit dem Betriebsübergang zugleich ein Branchenwechsel des Unternehmens verbunden ist. Ist das übergegangene Unternehmen tarifgebunden und die vertragsschließende Gewerkschaft die gleiche, die bereits für die frühere Branche zuständig war, dann wirken die unter Umständen schlechteren Bedingungen des neuen Branchentarifs sofort für die Mitglieder der vertragsschließenden Gewerkschaft.

#### Fortgeltung von Betriebsvereinbarungen
Soweit übergehende Arbeitsverhältnisse durch Regelungen von Betriebsvereinbarungen bestimmt sind, verlieren diese Regelungen mit dem Betriebsübergang ihre unmittelbare und zwingende Wirkung und gehen mit dem Inhalt in die Arbeitsverträge der übergehenden Arbeitnehmer ein, den sie im Zeitpunkt des Betriebsübergangs hatten. Vor Ablauf eines Jahres nach dem Betriebsübergang ist eine Veränderung solcher übergegangener Regelungen zum Nachteil des Arbeitnehmers weder im Wege einer Änderungskündigung noch durch Änderungsvertrag möglich. Derartige Vereinbarungen sind nichtig. Diese individualrechtliche Fortgeltung dieser kollektivrechtlichen Regelungen ist aber ausgeschlossen, wenn zu den entsprechenden Fragen beim Betriebserwerber bereits eine andere Betriebsvereinbarung besteht. Soweit im aufnehmenden Betrieb bereits ein Betriebsrat existiert und entsprechende Betriebsvereinbarungen vorhanden sind, verdrängen diese Betriebsvereinbarungen unabhängig davon, ob sie günstiger oder ungünstiger sind, die früheren Betriebsvereinbarungen im Betrieb des Veräußerers.

### Haftung für Arbeitnehmeransprüche beim Betriebsübergang (§ 613a Abs. 2, 3 BGB)

#### Haftung des Betriebserwerbers
Der Betriebs(teil)inhaber haftet als neuer Arbeitgeber (§ 613a Abs. 1 S. 1 BGB) für alle offenen Forderungen des Arbeitnehmers – auch für Forderungen die bereits vor dem Betriebsübergang entstanden und fällig waren.

#### Haftung des Betriebsveräußerers
Der Betriebs(teil)veräußerer haftet nach § 613a Abs. 2 S. 1 BGB für alle Verpflichtungen gegenüber dem Arbeitnehmer, wenn sie vor dem Zeitpunkt des Betriebsübergangs entstanden und vor Ablauf eines Jahres nach Betriebsübergang fällig werden, neben dem Betriebserwerber als Gesamtschuldner. Der Veräußerer haftet als Gesamtschuldner voll für Forderungen, die vor dem Betriebsübergang fällig wurden. Für vor dem Betriebsübergang entstandene, aber erst nach Betriebsübergang fällige Verpflichtungen haftet er nur anteilsmäßig in dem Umfang des im Zeitpunkt des Übergangs abgelaufenen Teils des Bemessungszeitraums (§ 613a Abs. 2 S. 2 BGB).
Für erst nach dem Betriebsübergang entstehende Verpflichtungen haftet der Veräußerer nicht schon aus § 613a BGB, sondern allenfalls auf Grund anderer Anspruchsgrundlagen.
§ 613a Abs. 2 BGB gilt nicht, wenn eine juristische Person oder eine Personenhandelsgesellschaft durch Umwandlung erlischt (§ 613a Abs. 3 BGB).
Bei der Anwendbarkeit des § 613a BGB ist zwischen einem Erwerb vor Insolvenzeröffnung und einem Erwerb nach Insolvenzeröffnung zu unterscheiden: Im Fall des Erwerbs vor der Insolvenzeröffnung findet § 613a BGB uneingeschränkt Anwendung. Bei einem Betriebsübergang nach Insolvenzeröffnung findet § 613a BGB nach der gemeinschaftsrechtskonformen Rechtsprechung des BAG zwar grundsätzlich auch Anwendung, in teleologischer Reduktion des § 613a BGB haftet der Betriebserwerber im Fall des Betriebserwerbs nach Insolvenzeröffnung jedoch nicht für Altverbindlichkeiten aus der Zeit vor Insolvenzeröffnung.

#### Das Innenverhältnis zwischen Betriebsveräußerer und Betriebserwerber
§ 613a BGB regelt nicht die Frage, wer im sogenannten Innenverhältnis zwischen Betriebsveräußerer und Betriebserwerber letztlich für die Verbindlichkeiten gegenüber dem Arbeitnehmer aufzukommen hat. Dies ist der privatautonomen Vereinbarung zwischen Erwerber und Veräußerer überlassen.

### Kündigungsverbot wegen des Betriebsübergangs (§ 613a Abs. 4 BGB)
Die BAG-Rechtsprechung fasst § 613 a Abs. 4 Satz 1 BGB als eigenständiges Kündigungsverbot iSv. § 134 BGB auf. Korrespondierend mit dem allgemein im Kündigungsrecht angewendeten Axiom, dass die Wirksamkeit der Kündigung nach den Verhältnissen im Zeitpunkt ihres Zugangs zu bestimmen sei, setzt sie für das Unwirksamkeitsverdikt voraus, dass der Betriebsübergang Beweggrund des Arbeitgebers gewesen ist. Hinsichtlich der sozialen Rechtfertigung der Kündigung sieht das BAG in einer vom Arbeitgeber definitiv geplanten Betriebsstilllegung einen an sich betriebsbedingten Kündigungsgrund. Ist die Kündigung danach bzw. wegen der fristseligen Fiktionswirkung nach § 4, § 7 KSchG wirksam, wird dem Arbeitnehmer, weil Betriebsstilllegung und Betriebsveräußerung sich systematisch ausschließen, im Fall der aufgrund späteren Betriebsübergangs fehlgeschlagenen Prognose und als Korrektiv der dem Arbeitgeber eingeräumten „überschießenden Rechtsmacht“ ein gemäß § 242 BGB begrenzter Wiedereinstellungsanspruch zugestanden.
Die Richtlinienkonformität dieses Gesetzesverständnisses ist ungesichert.
- Der EuGH verlangt in ständiger Rechtsprechung, dass die nach der Kündigung eingetretenen objektiven Umstände bei der Prüfung zu berücksichtigen sind, ob das Arbeitsverhältnis ungeachtet der Kündigung des Veräußerers fortzusetzen ist (EuGH 24.01.2002 - C-51/00 Temco, Rn. 28, EuGH,15.06.1988 - 101/87 Bork International Rn. 16), und stellt für die Wirksamkeit der Veräußerer-Kündigung nicht allein auf den Erklärungszeitpunkt (en. notice of dismissal /fr. notification de licenciement) ab, sondern sieht darin nur einen Teilaspekt im Rahmen der Gesamtbewertung des tatsächlich erfolgten, u. U. Wochen und Monate späteren Übergangsvorgangs[29]. Insoweit steht die Abstufung auf einen nach § 242 BGB eingeschränkten Anspruch auf Wiedereinstellung nicht in vollem Einklang mit dem unionsrechtlichen Grundsatz, die (automatische) Fortsetzung aller Arbeitsverhältnisse zu denselben Bedingungen zu ermöglichen, wie sie mit dem Veräußerer vereinbart waren (vgl. EuGH 27.11.2008 C‑396/07 Juuri Rn. 28, EuGH 06.11.2003 C-4/01 Martin, Rn. 21).
- Nach einer am LAG Düsseldorf vertretenen Rechtsmeinung[30] gibt vielmehr die Kündigung, begründet mit der definitiven Betriebsaufgabe. ob im Wege der Betriebsstilllegung oder Betriebsveräußerung (vgl. § 16 Abs. 3 Satz 1 EStG), wegen der für den bisherigen Betriebsinhaber entfallenen Weiterbeschäftigungsmöglichkeit einen an sich betriebsbedingten Kündigungsgrund ab und kann – im Fall des Widerspruchs des Arbeitnehmers nach § 613a Abs. 6 BGB – das Arbeitsverhältnis mit dem bisherigen Inhaber auflösen. Gehe nach der „Betriebsaufgabe“-Kündigung des Veräußerers gemäß § 613a BGB das Arbeitsverhältnis aber auf einen neuen Inhaber über, werde – im Licht des Regelungsziels der RL 2001/23, uneingeschränkt die automatische Fortsetzung des Arbeitsverhältnisses sicherzustellen, – ipso jure die Betriebsaufgabe-Kündigung hinfällig. Aufgrund der irregulären Entlassung sei somit das Arbeitsverhältnis vom Erwerber fortzuführen (in diesem Sinne EuGH 12. März 1998 C-319/94 - Dethier Équipement, Rn. 42). Damit komme – als cause réelle et sérieuse du motif de licenciement – den objektiven Verhältnissen zum Zeitpunkt des Übergangs des Betriebs(teils) oder in dessen zeitlicher Nähe, wie die alsbaldige Wiedereröffnung, maßgebliche Bedeutung zu. Die Relevanz der bei der Kündigung genannten 'Gründe' beschränke sich weitgehend darauf, bei Vorliegen von wirtschaftlichen, technischen oder organisatorischen Gründen nicht in den insoweit einzelstaatlich begrenzten Kündigungsschutz einzugreifen (Art. 4 Abs. 1 Satz 2 RL 2001/83).
- Eine Quelle der möglichen Divergenz zwischen EuGH- und BAG-Rechtsprechung könnte sein, dass Text und Inhalt des § 613a Abs. 4 BGB von der deutschsprachigen Fassung des Art. 4 Abs. 1 RL 2001/23 abweichen und diese ihrerseits – lost in translation – nicht die ambivalente Wortbedeutung der anderssprachigen Richtlinienfassungen einfängt. Daher könnte die in der deutschsprachigen Richtlinienversion mit (kein) „Grund zur Kündigung“ wiedergegebene und in anderen EU-Amtssprachen mit „grounds for dismissal/motif de licenciement“ (fr) /„motivo de despido“ (es) /„reden tot ontslag“ (nl) gewählte Formulierung auch den „Grund/Anlass für die Entlassung“ (als das der 'Kündigung' nachgelagerte Geschehen) meinen. Eine linguistisch-hermeneutisch passable Übersetzung und Auslegung von unionalen Rechtsakten sowie EuGH-Urteilen ins Deutsche[31] dürfte kontemporär die Vorschläge von KI-gesteuerten Übersetzungstools wie ChatGPT oder DeepL (vorbehaltlich der Post-Editing-Prüfung) mitzuberücksichtigen haben[32].
- Angesichts der Gesamtproblematik ist, wie das BAG am 27. Februar 2020, 8 AZR 215/19[33] judiziert hat, die Klarstellung durch den Unionsgerichtshof vonnöten, ob „das durch diese Richtlinie gegebene Schutzniveau nicht durch nationales Recht bzw. nationale höchstrichterliche Rechtsprechung unterlaufen werde“. Zu der Thematik, ob das deutsche Kündigungsrecht mit dem Zusammenspiel von § 1, 4 und 7 KSchG und § 613 a Abs. 4 BGB Zusammenspiel der Betriebsübergangs-Richtlinie genügt, wie zu den weiteren, vom 8. Senat aufgeworfenen Fragen stehen die Antworten des Unionsgerichtshofs noch aus.

Sollte eine gebotene richtlinienkonforme Auslegbarkeit des § 613 a BGB scheitern oder der Anwendungsvorrang der Richtlinie abzulehnen sein, ist auf Hinweis des EuGH im Urteil Plessers, Rn 60, für den Fall der Unvereinbarkeit des nationalen Rechts mit den zwingenden Vorschriften der RL 2001/23 der Eintritt der Staatshaftung möglich.
Insolvenz
§ 613 a Abs. 4 BGB gilt gemäß den Erleichterungen nach §§ 125, 128 InsO auch in der Insolvenz. Dabei kann die Betriebsbedingtheit der Veräußerer-Kündigung sich aus einem verbindlichen Erwerberkonzept ergeben.
Übergang außerhalb des KSchG
Steht dem Arbeitgeber mangels Anwendbarkeit des KSchG die freie Kündigungsbefugnis zu, kann nach verbreiteter Rechtsmeinung die Kündigung gemäß § 613 a Abs. 4 Satz 1 BGB unzulässig sein, wenn sie anlässlich eines Übergangs erfolgt und arbeitgeberseitig nicht der Inhaberwechsel als mutmaßlicher Grund widerlegt ist. Die Linie des BAG und des EuGH scheint indes eine andere zu sein.

### Unterrichtungspflicht und Widerspruchsrecht (§ 613a Abs. 4, 5 BGB)

#### Überblick
Gemäß dem mit Wirkung zum 1. April 2002 neu in das Gesetz aufgenommenen § 613a Abs. 5 BGB ist der Arbeitgeber verpflichtet, die vom Übergang betroffenen Arbeitnehmer über den Betriebsübergang, seinen Zeitpunkt, den Grund des Übergangs und die Folgen des Übergangs für die Arbeitnehmer zu unterrichten. Jeder Arbeitnehmer kann innerhalb eines Monats nach dieser Unterrichtung dem Übergang seines Arbeitsverhältnisses schriftlich widersprechen. Widerspricht ein Arbeitnehmer rechtzeitig, geht sein Arbeitsverhältnis nicht auf den Betriebserwerber über, sondern er bleibt weiterhin Arbeitnehmer des Betriebsveräußerers. Das Widerspruchsrecht besteht jedoch nicht, wenn das Arbeitsverhältnis aufgrund einer gesellschaftsrechtlichen Gesamtrechtsnachfolge des Erwerbers in das gesamte Vermögen des Betriebsveräußerers übergeht, weil der Betriebsveräußerer mit der Vermögensnachfolge nicht mehr besteht. Die fehlende oder auch nur unzureichende Unterrichtung setzt die Monatsfrist nicht in Lauf, sodass in diesem Fall betroffene Arbeitnehmer auch noch lange Zeit danach wirksam dem Übergang ihres Arbeitsverhältnisses widersprechen können (auch wenn sie etwa tatsächlich vom Betriebserwerber weiterbeschäftigt wurden). Weil die Rechtsprechung des Bundesarbeitsgerichts sehr hohe Anforderungen an die Unterrichtung stellt, liegen hier erhebliche Risiken für einen den Betrieb veräußernden Arbeitgeber.

#### Die Unterrichtung des Arbeitnehmers (§ 613a Abs. 5 BGB)
„Eine Unterrichtung nach § 613a Abs. 5 BGB erfordert eine verständliche, arbeitsplatzbezogene und zutreffende Information. Sie muss unter anderem Angaben über die Identität des Erwerbers, den Gegenstand und den rechtlichen Grund des Betriebsübergangs sowie eine korrekte Darstellung der rechtlichen Folgen des Betriebsübergangs für den Arbeitnehmer enthalten“.
In der Praxis sind Unterrichtungen von Arbeitgebern nach § 613a Abs. 5 BGB häufig nicht ordnungsgemäß und damit unwirksam. Die Anforderungen des Gesetzes bzw. des BAG sind kaum zu erfüllen. Entscheidend ist daher meist, ob der Arbeitnehmer das Risiko eines Widerspruchs eingehen möchte oder nicht.

#### Das Widerspruchsrecht des Arbeitnehmers (§ 613a Abs. 6 BGB)
Wirksamkeit eines Widerspruchs
Ein Arbeitnehmer darf gemäß § 613a Abs. 6 BGB kraft Gesetz einem Betriebs(teil-)übergang widersprechen, es sei denn, dass die Ausübung des Widerspruchsrechts im Ausnahmefall verwirkt ist oder sonst wie rechtsmissbräuchlich (§ 242 BGB) oder dass der Arbeitnehmer darauf wirksam verzichtet hat. Ein Widerspruchsrecht kann auch dann bestehen, wenn das Arbeitsverhältnis schon beendet worden ist.
Ein Widerspruch muss schriftlich erfolgen. Damit ist die gesetzliche Schriftform nach § 126 Abs. 1 BGB gemeint. Diese kann durch die elektronische Form nach § 126a BGB ersetzt werden. Ein für den Arbeitnehmer zu Protokoll des Gerichts erklärter Widerspruch gegen den Übergang seines Arbeitsverhältnisses auf einen Betriebserwerber ist jedenfalls dann gemäß §§ 125 Satz 1, 613a Abs. 6 Satz 1 BGB nichtig, wenn er nicht vorgelesen und genehmigt worden ist. Ein Widerspruch kann auch konkludent erfolgen. Er kann auch darin zu sehen sein, dass der Arbeitnehmer Ansprüche gegen den Veräußerer verfolgt, die einen Widerspruch voraussetzen. Dann kann die anwaltliche Beglaubigung auf einem entsprechenden Schriftsatz der Schriftform genügen. Einen Begründungszwang gibt es bei Ausübung des Widerspruchsrechts nicht.
Der Widerspruch muss fristgerecht erfolgen, d. h. nach § 613a Abs. 6 Satz 1 BGB „innerhalb eines Monats nach Zugang der Unterrichtung nach Abs. 5“.
Die Frist beginnt nicht, wenn keine oder keine ordnungsgemäße Unterrichtung erfolgt. Dann besteht das Widerspruchsrecht bis zur Grenze der Verwirkung (§ 242 BGB).
Beruft sich der Arbeitnehmer auf einen fristgerechten Zugang seines Widerspruchs, muss er diesen darlegen und beweisen.
Der Widerspruch muss dem richtigen Adressaten zugehen. Diese sind – wahlweise (zur Sicherheit auch kumulativ möglich) – nach § 613a Abs. 6 Satz 2 BGB der bisherige Arbeitgeber oder der neue Inhaber. Gab es mehrere Betriebsübergänge, ist nur der letzte Vertragsarbeitgeber, nicht ein Arbeitgeber zuvor, richtiger Adressat eines Widerspruchs.
Gefahren eines Widerspruchs
Für den widersprechenden Arbeitnehmer birgt ein wirksamer und rechtzeitiger Widerspruch das Risiko einer betriebsbedingten Kündigung, da, unabhängig von der Frage, ob das konkrete Arbeitsverhältnis übergegangen ist, jedenfalls der Arbeitsplatz mit übergeht. D.h. der bisherige Arbeitgeber kann häufig wegen Wegfall des Arbeitsplatzes kündigen. Ein Widerspruch gegen einen Betriebsübergang will daher wohl überlegt sein. Hier findet mitunter auch eine falsche anwaltliche Beratung statt. Im Fall eines Teilbetriebsübergangs, hängt die Beurteilung der Wirksamkeit einer betriebsbedingten Kündigung vor allem von Fragen der Sozialauswahl unter den verbleibenden Arbeitnehmern ab.
Betriebsbedingte Kündigung nach einem Widerspruch
Widerspricht ein Arbeitnehmer einem Betriebsübergang, so steht das Verbot einer Kündigung wegen eines Betriebsübergangs (§ 613a Abs. 4 BGB) einer betriebsbedingten Kündigung durch den Betriebsveräußerer nicht entgegen.
Bei Geltung des KSchG bedarf eine betriebsbedingte Kündigung der sozialen Rechtfertigung, d. h. hier des Fehlens einer Weiterbeschäftigungsmöglichkeit und – so gerügt und erforderlich – einer ordnungsgemäßen Sozialauswahl. Nach der aktuellen Rechtsprechung des BAG gibt es keine eingeschränkte Sozialauswahl in Abhängigkeit von den Gründen des Widerspruchs mehr: bei der Sozialauswahl kommt es auf den Grund des Widerspruchs nicht an, also nicht etwa darauf, dass der Arbeitnehmer seinen alten, nunmehr beim Veräußerer befindlichen Arbeitsplatz „unnötig“, „nicht nachvollziehbar“ etc. aufgegeben hat.
Nunmehr vom BAG entschieden ist, dass im Fall der betriebsbedingten Kündigung durch den Veräußerer nach einem Widerspruch durch den Arbeitnehmer der auf Grund des Betriebsübergangs „mitgewanderte“ Betriebsrat keine Zuständigkeit, insbesondere kein Restmandat (§ 21b BetrVG) oder Übergangsmandat (§ 21a BetrVG) für eine Veräußererkündigung hat. Der Betriebsveräußerer muss also seinen alten, übergegangenen Betriebsrat nicht zu einer Kündigung des widersprechenden Arbeitnehmers nach § 102 BetrVG anhören.

## Belege
1. ↑  Richtlinie 77/187/EWG des Rates vom 14. Februar 1977 zur Angleichung der Rechtsvorschriften der Mitgliedstaaten über die Wahrung von Ansprüchen der Arbeitnehmer beim Übergang von Unternehmen, Betrieben oder Betriebsteilen, auf ur-lex.europa.eu
2. ↑  Richtlinie 2001/23/EG des Rates vom 12. März 2001 zur Angleichung der Rechtsvorschriften der Mitgliedstaaten über die Wahrung von Ansprüchen der Arbeitnehmer beim Übergang von Unternehmen, Betrieben oder Unternehmens- oder Betriebsteilen, auf eur-lex.europa.eu
3. ↑  Junker, Grundzüge des Arbeitsrechts, 7. Aufl., Rn 133.
4. ↑  Urteil des Gerichtshofes 16. Dezember 1992 (PDF; 0,6 MB), auf curia.europa.eu
5. ↑  vgl. RegEntw 29.01.1971 BT-Drs. VI/1786, S. 59 ; vgl. RegEntw 06.11.1979 BT-Drs. 8/3317, S. 11
6. ↑  vgl. BAG 28.02.2023 2 AZR 227/22, Rn 17 und BAG 11.05.2023 6 AZR 121/22 (A), Rn. 50, EuGH 06.03.2014 C-458/12 Amatori, Rn. 48
7. ↑  BAG 20.09.2006, 6 AZR 249/05
8. ↑  Urteil des Gerichtshofs (Dritte Kammer) 13. Juni 2019, auf curia.europa.eu
9. ↑  ferner: EuGH 07.08.2018 Colino Sigüenza, C‑472/16, Rn.54
10. ↑  EuGH 26.3.2020 C‑344/18 ISS Facility Services, Rn. 25, und BAG 27.02.2020 8 AZR 215/19, Rn. 154
11. ↑  EuGH 9. September 2020 C-674/18 TMD Friction, Rn. 50 f.
12. ↑  BAG 20.07.2023 - 6 AZR 228/22
13. ↑  vgl. LAG Düsseldorf 07.12.2023 - 3 Ta 273/23
14. ↑  EuGH 16. November 2023 C-583/21 NV, Rn. 36.
15. ↑  vgl. zur Personalgestellung EuGH 22.06.2023 C‑427/21 ALB FILS Kliniken
16. ↑  EuGH 16. Mai 2019 C‑509/17 Plessers, Rn.59
17. ↑  Gesetz: BGB § 613 a, § 615 Satz 1, § 622; BetrVG § 5 Abs. 3, §§ 111, 122; KSchG § 14 Abs. 2, auf prinz.law
18. ↑  EuGH 12.03.1998 C-319/94 Dethier Équipement Rn. 35, 41/42 (in eigenwilliger Deutschübersetzung), SchlA GA Lenz 11.07.1996 C-319/94 Dethier Équipement, Nr. 64; ferner EuGH 07.08.2018 C‑472/16 Colino Sigüenza Rn. 52 .
19. ↑  EuGH 12.11.1998 C-399/96 Europièces, Rn. 38 f.
20. ↑  BAG 16.02.2023 6 AZR 95/22, Rn. 36
21. ↑  BAG 22.01.2015 8 AZR 139/14, Rn. 36 f.
22. ↑  vgl. EuGH 15.09.2010 C‑386/09 Briot, Rn. 32 f.
23. 1 2  Steiner, u. a., S. 30.
24. ↑  Steiner, u. a., S. 33.
25. ↑  BAG 19.03.2009, 8 AZR 722/07
26. ↑  Steiner, u. a., S. 34 f
27. ↑  Steiner, u. a., S. 38 f
28. ↑  BAG 25.05.2022 - 6 AZR 224/21, Rn. 31
29. ↑  EuGH 07.08.2018 C‑472/16 Colino Sigüenza Rn. 40 ff.
30. ↑  LAG Düsseldorf 23.03.2011 12 Sa 1835/10, NRWE Rn. 103 mwN
31. ↑  Übersetzung (Linguistik)
32. ↑  in diesem Sinne bereits Sobotta, 2015, Die Mehrsprachigkeit ... des Unionsrechts (2015), Rn. 32,79
33. ↑  8 AZR 215/19 | Betriebs(teil)übergang - Luftverkehr - Massenentlassung
34. ↑  vgl. BAG 24.03.2009 9 AZR 983/07, zu B III 3 a ff., und BVerwG 20.06.2028 8 C 17.12, Rn. 70 https://www.iww.de/quellenmaterial/id/39094
35. ↑  BAG 19.12.2013 6 AZR 790/12, Rn. 70
36. ↑  z. B. LAG Berlin-Brandenburg 17.11.2023 12 Sa 418/23, Rn 48, auf gesetze.berlin.de
37. ↑  BAG 15.02.2007 8 AZR 397/06 EuGH 10. 02.1988 Rs. 324/86 Daddy's Dance Hall,, Rn. 16 f.
38. ↑  BAG 19.10.2017 8 AZR 847/15 Rn. 15 ff., zum Wiedereinstellungs- bzw. Fortsetzungsanspruchs
39. ↑  Fuhlrott, Michael / Ritz, Sebastian: Anforderungen an Unterrichtungsschreiben bei Betriebsübergängen, Betriebs-Berater 2012, S. 2689 ff.
40. ↑  Bundesarbeitsgericht, Urteil vom 21. Februar 2008 – 8 AZR 157/07
41. ↑  vgl. etwa BAG Urteil vom 13.07.2006 8 AZR 305/05
42. ↑  BAG, Urteil vom 15. Februar 2007 – 8 AZR 431/06 – NZA 2007, 793 (797).
43. ↑  BAG, Urteil vom 20. März 2008 – 8 AZR 1016/06 – Rn. 38=NZA 2008, 1354.
44. ↑  
LAG Berlin-Brandenburg, Urteil vom 22. Oktober 2010 – 6 Sa 1580/10 – Ls.
45. ↑  BAG, Urteil vom 13. Juli 2006 – 8 AZR 382/05 – Rn. 23 (konkludenter Widerspruch); ebd. – Rn. 28 (unterschriebener Beglaubigungsvermerk);
folgend LAG Berlin-Brandenburg, Urteil vom 22. Oktober 2010 – 6 Sa 1580/10.
46. ↑  BAG, Urteil vom 19. März 1998, NZA 1998, 750 (751).
47. ↑  
BAG, Urteil vom 21. August 2014 – 8 AZR 619/13 – NZA 2014, 1405;
BAG, Urteil vom 24. April 2014 – 8 AZR 869/13 – NZA 2014, 1074=NJW 2014, 3182.
48. ↑  Vgl. BAG, Urteil vom 31. Mai 2007 – 2 AZR 276/06 – AP Nr. 94 zu § 1 KSchG 1969 Soziale Auswahl.
49. ↑  BAG, Urteil vom 8. Mai 2014 – 2 AZR 1005/12 – JA 2015, 70 (Schwarze).